# Nati nel 1973/Senza giorno specificato
| Questa pagina contiene informazioni ricavate automaticamente dalle voci biografiche con l'ausilio del template Bio e di un bot. L'aggiornamento è periodico e automatico e ricostruisce completamente la pagina. Se manca una persona in questa lista, sei pregato di non aggiungerla, ma accertati piuttosto che la sua voce biografica contenga il template Bio e che i dati anagrafici siano correttamente compilati. Se il template Bio manca, inseriscilo tu stesso o, in alternativa, metti l'avviso {{tmp\|Bio}} che ne segnala la mancanza. Se i dati riportati sono sbagliati, correggi direttamente la voce biografica; le modifiche saranno visibili in questa lista entro pochi giorni. Per chiarimenti vedi il progetto biografie. La lista contiene solo le 202 persone che sono citate nell'enciclopedia e per le quali è stato implementato correttamente il template Bio. Pagina aggiornata al 10 ago 2025. |

- David Adjmi, drammaturgo statunitense
- Asma Agbarieh-Zahalka, giornalista e attivista palestinese
- Lemnaouer Ahmine, regista cinematografico algerino
- Karine Allard, ex sciatrice alpina francese
- Akira Amano, fumettista giapponese
- Michele Andalò, controtenore italiano
- Raison d'être, compositore svedese
- Helmut Andexlinger, artista e medaglista austriaco
- Noriko Arai, ex atleta paralimpica giapponese
- Stéphane Aubonnet, ex sciatore alpino francese
- Fatima Aziz, politica e medico afghana († 2021)
- Noma Bar, designer e illustratore israeliano
- Husayn Abd al-Basir, egittologo egiziano
- Lee Anne Beaman, attrice statunitense
- Andrew C. Becker, astronomo statunitense
- Catherine Belton, giornalista e scrittrice britannica
- Cristiano Bertocchi, bassista italiano
- Haden Blackman, autore di videogiochi statunitense
- Hassan Blasim, poeta, regista e scrittore iracheno
- Adam Block, astronomo statunitense
- Davide Bonelli, editore italiano
- Vittorio Bongiorno, scrittore italiano
- Meredith Braun, attrice e cantante neozelandese
- Daniele Brusaschetto, musicista italiano
- Thema Bryant-Davis, psicologa statunitense
- C215, artista francese
- Silvia Camporesi, fotografa e artista italiana
- Albertina Carri, regista cinematografica, sceneggiatrice e attrice argentina
- Anthony Cartwright, scrittore inglese
- Roberto Castón, regista e sceneggiatore spagnolo
- Nicoletta Ceccoli, artista sammarinese
- Eugene Chiang, astronomo statunitense
- Irene Chias, scrittrice italiana
- Barbara Clerbaux, fisica belga
- Guillem Clua, drammaturgo, sceneggiatore e regista spagnolo
- Fabius Constable, arpista e musicista italiano
- Giuliano da Empoli, scrittore italiano
- DJ Cam, musicista e produttore discografico francese
- Katherine Davenport, ex sciatrice alpina statunitense
- Damiano Della Torre, cantante e compositore italiano
- Gabriel Delmas, pittore e fumettista francese
- Giovanni Di Gregorio, sceneggiatore italiano
- Andrea Di Nicola, criminologo e scrittore italiano
- Short Sleeve Sampson, wrestler statunitense
- Hernan Diaz, scrittore argentino
- Dino Distefano, informatico italiano
- Josep Caballé Domenech, direttore d'orchestra e musicista spagnolo
- Bushman, cantante giamaicano
- Robert Duncan, compositore canadese
- Gaël Duval, informatico e blogger francese
- Michail Elizarov, scrittore russo
- Thomas Enger, scrittore e giornalista norvegese
- Mariana Enríquez, giornalista e scrittrice argentina
- Andreas Ericsson, ex sciatore alpino svedese
- Cuca Escribano, attrice spagnola
- Rodrigo Faro, showman, attore e cantante brasiliano
- Lara Favaretto, artista italiana
- Andy Frankenberger, giocatore di poker statunitense
- Antonio Fresa, musicista e compositore italiano
- Giuseppe Gabellone, fotografo e scultore italiano
- Francis Gago, modella venezuelana
- Jean-Marie Gbahou, ex calciatore ivoriano
- Carmela Gentile, attrice italiana
- Chris Gilmour, scultore inglese
- Vadim Gluzman, violinista israeliano
- Kode9, musicista e disc jockey scozzese
- John Gruber, scrittore e blogger statunitense
- Hu Hailan, neuroscienziata cinese
- Morgan Steinmeyer Håkansson, chitarrista svedese
- Marie Hallynck, violoncellista belga
- Tatsuya Hamazaki, sceneggiatore, fumettista e scrittore giapponese
- Mohamed Hamdan Dagalo, generale e politico sudanese
- Mamunul Haque, politico e economista bangladese
- Marie-Claire Harrison, modella britannica
- Sarah Harrow, triatleta neozelandese
- Mickey Harte, cantante irlandese
- Lawrence Harvey, ex calciatore britannico
- Helena Helmersson, manager svedese
- Hemley Boum, scrittrice camerunese
- Carl W. Hergenrother, astronomo statunitense
- Lasse Hoile, cantante, fotografo e regista danese
- Sutekh, musicista statunitense
- Jurij Hudolin, poeta, scrittore e editorialista sloveno
- Raymond Ibrahim, scrittore e opinionista statunitense
- Eugene Izotov, oboista russo
- Ivan Jablonka, storico e scrittore francese
- Nima Jamali, cantante iraniano
- Victoria Starmer, avvocato britannica
- Radhika Jones, giornalista statunitense
- Laurent Jorio, medaglista francese
- Achille Komguem Kamsu, artista camerunese
- Jens Kandler, astronomo tedesco
- Kapka Kasabova, poetessa e scrittrice bulgara
- Vaseem Khan, scrittore britannico
- Kim Eun-sook, sceneggiatrice sudcoreana
- Tommi Kinnunen, scrittore finlandese
- Torajiro Kishi, fumettista giapponese
- Bradley M. Kuhn, programmatore e hacker statunitense
- Annette Kullman, ex fondista finlandese
- Kristin Kuster, compositrice statunitense
- Siri Kvinlog, ex sciatrice alpina norvegese
- Kevin Kwan, scrittore singaporiano
- Adrian Künzi, imprenditore svizzero
- Jieho Lee, regista statunitense
- Luca Leoni, cantante italiano
- Lhakpa Sherpa, alpinista nepalese
- Daniel London, attore statunitense
- César López, musicista colombiano
- Lionel Loueke, chitarrista e compositore beninese
- Lü Yiyu, pilota di rally e imprenditore cinese
- Mark Lynas, giornalista, scrittore e ambientalista britannico
- Mamadou Ndoye Douts, artista senegalese
- Marco Mancassola, scrittore italiano
- Enzo Marcelli, attore, comico e personaggio televisivo|Epoca=1900 italiano
- Andrew March, compositore inglese
- Benjamin Markovits, scrittore statunitense
- Luca Marrone, criminologo e giornalista italiano
- Raquel Martínez-Gómez, scrittrice spagnola
- Kevin Maurer, giornalista e scrittore statunitense
- Addys Mercedes, cantante e compositrice cubana
- Léonora Miano, scrittrice camerunese
- Jeremy Miller, aracnologo statunitense
- Kanae Minato, scrittrice giapponese
- Salvatore Minieri, giornalista e scrittore italiano
- Romano Montesarchio, regista italiano
- Filomena Moretti, chitarrista italiana
- Micah Nathan, scrittore statunitense
- St. Germain, musicista e disc jockey francese
- Cyrille Neveu, triatleta francese
- Mana Neyestani, disegnatore iraniano
- Navia Nguyen, attrice e modella vietnamita
- Nguyễn Phan Quế Mai, scrittrice e poetessa vietnamita
- Ogawa Ito, scrittrice giapponese
- Graydon Oldfield, ex sciatore alpino canadese
- Sarah Orman, ex schermitrice statunitense
- Martina Osterried, ex sciatrice alpina tedesca
- Tatiana Pagano, ex cestista italiana
- Simone Pedeferri, alpinista e arrampicatore italiano
- Romain Perrot, musicista, artista e cantautore francese
- Susanne Petry, modella tedesca
- Adam Pettle, produttore televisivo e sceneggiatore canadese
- Martial Pied, militare francese
- Stefano Poda, regista teatrale, scenografo e coreografo italiano
- Andrea Pomella, scrittore italiano
- Bo Poraj, attore britannico
- Alberto Prunetti, scrittore e traduttore italiano
- Elisa Quintana, astronoma statunitense
- Karthik Raja, compositore indiano
- Ilaria Ramelli, biblista e storica delle religioni italiana
- Agustín Rayo, matematico e filosofo messicano
- Rick Remender, fumettista e disegnatore statunitense
- Carmela Remigio, soprano italiano
- Wolfgang Rieder, ex sciatore alpino austriaco
- Costanza Rizzacasa d'Orsogna, scrittrice, giornalista e saggista italiana
- Marco Rossari, scrittore e traduttore italiano
- Ariel Rotter, regista cinematografico, sceneggiatore e produttore cinematografico argentino
- Ahmed Saadawi, scrittore iracheno
- Henri Sagna, artista senegalese
- Salam Pax, blogger iracheno
- Lyes Salem, attore, regista e sceneggiatore algerino
- Aleksi Salmenperä, regista e sceneggiatore finlandese
- Eron, artista italiano
- Tomás Saraceno, artista e architetto argentino
- Dawn Shadforth, regista e artista inglese
- Stephanie Sinclair, fotografa statunitense
- Spencer Smith, triatleta britannico
- Evan Spiliotopoulos, sceneggiatore greco
- Chevy Stevens, scrittrice canadese
- Razia Sultana, avvocatessa birmana
- Marit Ruth, ex sciatrice alpina e imprenditrice svedese
- Codrin Tapu, giornalista e saggista rumeno
- Zoe Telford, attrice britannica
- Cosimo Terlizzi, regista e artista italiano
- Martin Tichý, ex sciatore alpino ceco
- Makoto Togashi, attrice giapponese
- Yuichi Tomizawa, ex giocatore di football americano giapponese
- Sébastien Turgeon, ex sciatore alpino canadese
- Michiel de Vaan, linguista olandese
- Alessandro Valenti, regista e sceneggiatore italiano
- Antonin Varenne, scrittore francese
- Brigitte Vasallo, scrittrice e attivista spagnola
- Flore Vasseur, giornalista francese
- Carlo Vigni, fotografo italiano
- Juan Pablo Villalobos, scrittore messicano
- Pietro Vitrano, fumettista e illustratore italiano
- Juan Gabriel Vásquez, scrittore colombiano
- Kevin Whitted, ex cestista, allenatore di pallacanestro e dirigente sportivo statunitense
- Natasha Wightman, attrice britannica
- Nina Willburger, archeologa tedesca
- Fresh I.E., rapper canadese
- Xiaolu Guo, scrittrice e regista cinese
- Shinsuke Yoshitake, illustratore giapponese
- Gülseren, cantante turca
- Abdenour Zahzah, regista e produttore cinematografico algerino
- Zhou Weihui, scrittrice cinese
- Manal Al Dowayan, artista saudita
- Mahdi al-Harati, guerrigliero, rivoluzionario e politico libico
- Abu Osama al-Masri, terrorista egiziano († 2018)
- Turki bin Muqrin Al Sa'ud, principe, aviatore e imprenditore saudita
- Sara bint Talal Al Sa'ud, principessa saudita
- Timothée de Fombelle, scrittore e drammaturgo francese
- Kazım Öz, regista, sceneggiatore e produttore cinematografico curdo